# 1386
- Wikisource

| Calendário gregoriano                                                        | 1386 MCCCLXXXVI                                      |
| Ab urbe condita                                                              | 2139                                                 |
| Calendário arménio                                                           | 835 – 836                                            |
| Calendário bahá'í                                                            | -458 – -457                                          |
| Calendário budista                                                           | 1930                                                 |
| Calendário chinês                                                            | 4082 – 4083 Início a 31 de janeiro (aproximadamente) |
| Calendário copta                                                             | 1102 – 1103                                          |
| Calendário etíope                                                            | 1378 – 1379                                          |
| Calendários hindus - Vikram Samvat - Calendário nacional indiano - Cáli Iuga | 1441 – 1442 1307 – 1308 4486 – 4487                  |
| Calendário Holoceno                                                          | 11386                                                |
| Calendário islâmico                                                          | 788 – 789                                            |
| Calendário judaico                                                           | 5146 – 5147                                          |
| Calendário persa                                                             | 764 – 765                                            |
| Calendário rúnico                                                            | 1636                                                 |
| Calendário solar tailandês                                                   | 1929                                                 |

1386 (MCCCLXXXVI, na numeração romana) foi um ano comum do século XIV do Calendário Juliano, da Era de Cristo, e a sua letra dominical foi G (52 semanas), teve início numa segunda-feira e terminou também numa segunda-feira.
| Ano completo                         |
| ------------------------------------ |
| Ano comum com início à segunda-feira |

## Eventos
- 9 de Maio - É assinada a Aliança Luso-Britânica entre Portugal e o Reino Unido, a mais antiga aliança entre nações em vigor atualmente. Corresponde ao Tratado de Windsor entre D. João I de Portugal e João de Gante (quarto filho do Rei Eduardo III de Inglaterra).
- 1 de Novembro - É assinado o Tratado de Monção.
- Fundação da Universidade de Heidelberg.
- Peste continental.
- Era do criatismo.

## Nascimentos
- 24 de Junho - São João Capistrano  (m. 1456).
- Donatello